# Абдрахімово
Абдрахі́мово (рос. Абдрахимово, башк. Әбдрәхим) — присілок у складі Мечетлінського району Башкортостану, Росія. Входить до складу Юнусовської сільської ради.
Населення — 324 особи (2010; 326 в 2002).
Національний склад:
- башкири — 97 %